# Mistrzostwa Polski w Kajakarstwie 1988
52. Mistrzostwa Polski seniorów w kajakarstwie – odbyły się w dniach 23 - 25 sierpnia 1988 roku w Bydgoszczy. 

## Medaliści

### Mężczyźni

#### Kanadyjki
| Konkurencja | Złoto                                                       | Czas    | Srebro                                           | Czas    | Brąz                                                     | Czas    |
| C-1 500 m   | Jan Pinczura (Górnik Czechowice)                            | 1:55,87 | Tomasz Darski (Ślęza Wrocław)                    | 1:56,32 | Andrzej Sołoducha (Budowlani Olsztyn)                    | 1:57,19 |
| C-1 1000 m  | Tomasz Darski (Ślęza Wrocław)                               | 4:06,61 | Jan Pinczura (Górnik Czechowice)                 | 4:07,11 | Andrzej Sołoducha (Budowlani Olsztyn)                    | 4:08,53 |
| C-1 10000 m | Jan Pinczura (Górnik Czechowice)                            | 49:54   | Krzysztof Głowacki (Wiskord Szczecin)            | 50:37   | Artur Dyjewski (Skra Warszawa)                           | 50:40   |
| C-2 500 m   | Marek Łbik Marek Dopierała (Warta Poznań/Górnik Czechowice) | 1:44,28 | Jan Wiczewski Tomasz Goliasz (Zawisza Bydgoszcz) | 1:46,66 | Marek Darkowski Wojciech Wasilewski (Cresovia Białystok) | 1:47,75 |
| C-2 1000 m  | Marek Łbik Marek Dopierała (Warta Poznań/Górnik Czechowice) | 3:44,14 | Jan Wiczewski Tomasz Goliasz (Zawisza Bydgoszcz) | 3:48,29 | Marek Walczak Dariusz Zawistowski (Budowlani Olsztyn)    | 3:52,13 |
| C-2 10000 m | Marek Łbik Marek Dopierała (Warta Poznań/Górnik Czechowice) | 45:08   | Jan Wiczewski Tomasz Goliasz (Zawisza Bydgoszcz) | 45:35   | Adam Smyk Jerzy Topa (Górnik Czechowice)                 | 46:40   |

#### Kajaki
| Konkurencja | Złoto | Czas    | Srebro                                                                           | Czas    | Brąz                                                                          | Czas    |
| K-1 500 m   | Grzegorz Krawców (Dozamet Nowa Sól) | 1:42,91 | Maciej Freimut (Orzeł Wałcz)                                                     | 1:43,75 | Robert Chwiałkowski (Gwardia Opole)                                           | 1:44,31 |
| K-1 1000 m  | Maciej Freimut (Orzeł Wałcz) | 3:38,78 | Grzegorz Krawców (Dozamet Nowa Sól)                                              | 3:40,15 | Andrzej Gajewski (Energetyk Poznań)                                           | 3:42,51 |
| K-1 10000 m | Piotr Lewandowicz (Górnik Czechowice) | 45:19   | Andrzej Gajewski (Energetyk Poznań)                                              | 46:05   | Andrzej Liminowicz (Vęgoria Węgorzewo)                                        | 46:06   |
| K-2 500 m   | Maciej Freimut Wojciech Kurpiewski (Orzeł Wałcz/Gwardia Opole)                                                                              | 1:34,15 | Andrzej Kadłubowski Stanisław Jałoszyński (Zawisza Bydgoszcz)                    | 1:35,07 | Bogdan Ostrowski Janusz Olszewski (Górnik Czechowice)                         | 1:36,85 |
| K-2 1000 m  | Wojciech Florczak Krzysztof Pannelier (Sokół Ostróda)                                                                                       | 3:22,92 | Mariusz Rutkowski Dariusz Dziurla (Posnania)                                     | 3:25,07 | Janusz Wegner Paweł Nawrocki (Zawisza Bydgoszcz)                              | 3:25,42 |
| K-2 10000 m | Wojciech Florczak Krzysztof Pannelier (Sokół Ostróda)                                                                                       | 41:25   | Andrzej Kadłubowski Stanisław Jałoszyński (Zawisza Bydgoszcz)                    | 42:28   | Mariusz Rutkowski Dariusz Dziurla (Posnania)                                  | 42:31   |
| K-4 500 m   | Zawisza Bydgoszcz Janusz Wegner Mariusz Lipka Adam Serwatka Paweł Nawrocki                                                                  | 1:23,37 | Gwardia Opole Andrzej Wośko Tomasz Kluszczyński Jerzy Piechota Piotr Grabarek    | 1:24,27 | Gwardia Opole Mirosław Janus Waldemar Firgolski Lech Martynow Adam Widera     | 1:25,13 |
| K-4 1000 m  | Gwardia Opole/Wiskord Szczecin/Dozamet Nowa Sól/Gwardia Opole Robert Chwiałkowski Kazimierz Krzyżański Grzegorz Krawców Wojciech Kurpiewski | 3:04,86 | Sokół Ostróda Wojciech Florczak Krzysztof Pannelier Andrzej Świderek Jerzy Witos | 3:07,99 | Gwardia Opole Mirosław Janus Waldemar Firgolski Lech Martynow Adam Widera     | 3:08,94 |
| K-4 10000 m | Zawisza Bydgoszcz Krzysztof Szczepański Mariusz Lipka Adam Serwatka Paweł Nawrocki                                                          | 37:49   | Gwardia Opole Mirosław Janus Waldemar Firgolski Lech Martynow Adam Widera        | 38:42   | Gwardia Opole Andrzej Wośko Tomasz Kluszczyński Jerzy Piechota Piotr Grabarek | 38:45   |

### Kobiety

#### Kajaki
| Konkurencja | Złoto | Czas    | Srebro                                                                               | Czas    | Brąz                                                                          | Czas      |
| K-1 500 m   | Izabela Dylewska (Świt Nowy Dwór) | 1:56,24 | Bożena Książek (Vęgoria Węgorzewo)                                                   | 2:02,93 | Jolanta Łukaszewicz (Orzeł Wałcz)                                             | 2:2:04,94 |
| K-1 5000 m  | Beata Lewicka-Płaczek (Warta Poznań)                                                                                                   | 23:44   | Violetta Nieświec (Górnik Czechowice)                                                | 23:46   | Beata Brzezińska (Świt Nowy Dwór)                                             | 24:07     |
| K-2 500 m   | Izabela Dylewska Beata Brzezińska (Świt Nowy Dwór)                                                                                     | 1:46,82 | Bożena Książek Jolanta Łukaszewicz (Vęgoria/Orzeł Wałcz)                             | 1:49,06 | Sylwia Stanny Renata Oleś (Górnik Czechowice)                                 | 1:50,26   |
| K-2 5000 m  | Anna Sitnik Izabela Dylewska (Świt Nowy Dwór)                                                                                          | 21:14   | Sylwia Stanny Renata Oleś (Górnik Czechowice)                                        | 21:15   | Elżbieta Urbańczyk Katarzyna Weiss (Świt Nowy Dwór/Orzeł Wałcz)               | 21:56     |
| K-4 500 m   | Vęgoria/Orzeł Wałcz/Świt Nowy Dwór/Świt Nowy Dwór/Iskra Wolsztyn Bożena Książek Jolanta Łukaszewicz Elżbieta Urbańczyk Katarzyna Weiss | 1:41,06 | Górnik Czechowice Renata Oleś Sylwia Stanny Katarzyna Błaszkiewicz Violetta Nieświec | 1:47,97 | MRKS Gdańsk Bożena Tomaszewska Iwona Byra Beata Stanisławska Elżbieta Kulicka | 1:50,47   |